# 중간권계면
중간권계면(Mesopause)은 지구 대기권에서 중간권과 열권의 경계를 말한다. 중간권계면의 온도는 지구 대기권에서 가장 낮다. 중간권계면의 실체에 대한 여러 가지 논쟁이 진행 중이다.

## 같이 보기
- 제트류